# 山村学園高等学校
山村学園高等学校（やまむらがくえんこうとうがっこう）は、埼玉県川越市田町にある私立高等学校。通称は「山学（やまがく）」。

## 概要
2008年度から男女共学となり、校名が山村女子高等学校から山村学園高等学校に改称した。
従来は、特別進学コース（SAクラス・文理クラス）、総合進学コース（選抜クラス・進学クラス）の2コース・4クラス制となっており、それぞれ2年次から理系・文系に分かれていた。
2022年度からは、特別選抜SAコース、特別進学ELコース、総合進学GLコース、の３コースとスポーツクラス(SC)の4コースとなっている。それぞれ2年次から理系・文系に分かれるのは従来と変わらない。
募集定員は、特別進学120名（SA40名・文理80名）、総合進学280名（選抜80名・進学200名）の計400名で、生徒数は約1300名。野球部特待生のみのクラスがある。

## 沿革
- 1922年（大正11年）9月 - 裁縫手芸伝習所山村塾が開設
- 1931年（昭和6年）4月 - 山村高等学校裁縫女学校となる
- 1951年（昭和26年）4月 - 山村女子高等学校となる
- 2008年（平成20年）3月 - 月吉グラウンド（第一運動場）弓道場完成
- 2008年（平成20年）4月 - 男女共学化。校名を山村女子高等学校から山村学園高等学校に改称。
- 2008年（平成20年）5月 - 月吉体育館落成
- 2009年（平成21年）5月 - 月吉グラウンド（第一運動場）全天候型テニスコート完成
- 2011年（平成23年）9月 - 野田グラウンド完成
- 2014年（平成26年）8月 - 新校舎（1号館）完成
- 2015年（平成27年）8月 - 特別教室棟（5号館）完成

## 制服
制服はコシノヒロコのデザイン。赤いリボンにチェックのスカート（紺色のスカートもある）ベストはチェックと紺色のリバーシブルとなっている。男子は学ランとなっている。
山村学園100周年記念事業として制服がリニューアル。男子はブレザースタイルへ変更となった。

## 施設
- 1号館（2014年8月完成）
- 2号館（図書室などがある）
- 3号館（2階に体育館がある）
- 4号館（食堂などがある）
- 5号館 特別教室棟（2015年8月完成）
- 6号館 (1年生の教室と多目的教室がある)
- 部室棟

第一運動場（月吉グラウンド）
- 校舎のある場所に校庭がないため校舎から徒歩約10分の場所に、月吉体育館・テニスコート3面・弓道場・グラウンドがある。

野田グラウンド
- 川越西郵便局近くの川越市野田にあるグラウンドで、野球場とサッカー場がある。男子サッカー部と硬式野球部が使用している。校舎からは約1kmの場所にあり、徒歩で約15分かかる。

## 部活動
硬式テニス部（女子）は強豪で、インターハイに団体戦で2回、個人戦で10年連続10回出場。全国選抜高等学校テニス大会には団体戦で7回、個人戦で6回出場し、個人戦で3年連続全国優勝を果たした。2015年と2016年には、関東高等学校テニス選手権大会（団体戦）で2連覇した。
女子バスケットボール部は、インターハイに11回出場し、2012年に過去最高の3位。全国高等学校バスケットボール選抜優勝大会（ウィンターカップ）には7回出場し、2012年に過去最高の4位となった。
バトン部やダンス部、少林寺拳法部、オーディオビジュアル部も強豪。

### 運動部
- 弓道部
- 剣道部
- 硬式テニス部（女子のみ）
- 硬式野球部
- 少林寺拳法部
- 女子サッカー部
- 女子バスケットボール部
- ソフトボール部
- 卓球部
- 男子サッカー部
- ソフトテニス部（男子のみ）
- 男子バスケットボール部
- ダンス部
- バドミントン部
- バトン部 BOMBERS
- バレーボール部
- ラクロス部 LIBERTYS
- 陸上競技部

### 文化部
- アートフラワー部
- イラスト部
- オーディオビジュアル部
- 家庭部
- 軽音楽部
- 茶道部
- JRC部
- 写真部
- 書道部
- 吹奏楽部
- 生物部
- 美術部
- 将棋部
- サイエンス部

## 交通
- 東武東上線「川越市駅」下車、徒歩5分。
- 西武新宿線「本川越駅」下車、徒歩10分。
- JR高崎線「上尾駅」西口から「桶川駅」西口・川島方面経由のスクールバスがある（川島方面では数カ所の停留所を設けている）。所要時間は上尾駅から約55分、桶川駅から約40分。原則として朝は3便、帰りは4便運行している。

## 併設校
- 山村国際高等学校
- 山村学園短期大学